# Estação Ferroviária de Santa Margarida
A Estação Ferroviária de Santa Margarida é uma gare ferroviária da Linha da Beira Baixa, que serve a localidade de Santa Margarida da Coutada e o Campo Militar de Santa Margarida, no Distrito de Santarém, em Portugal.

## Descrição

### Localização e acessos
Esta interface situa-se junto à localidade de Santa Margarida da Coutada.

### Infraestrutura

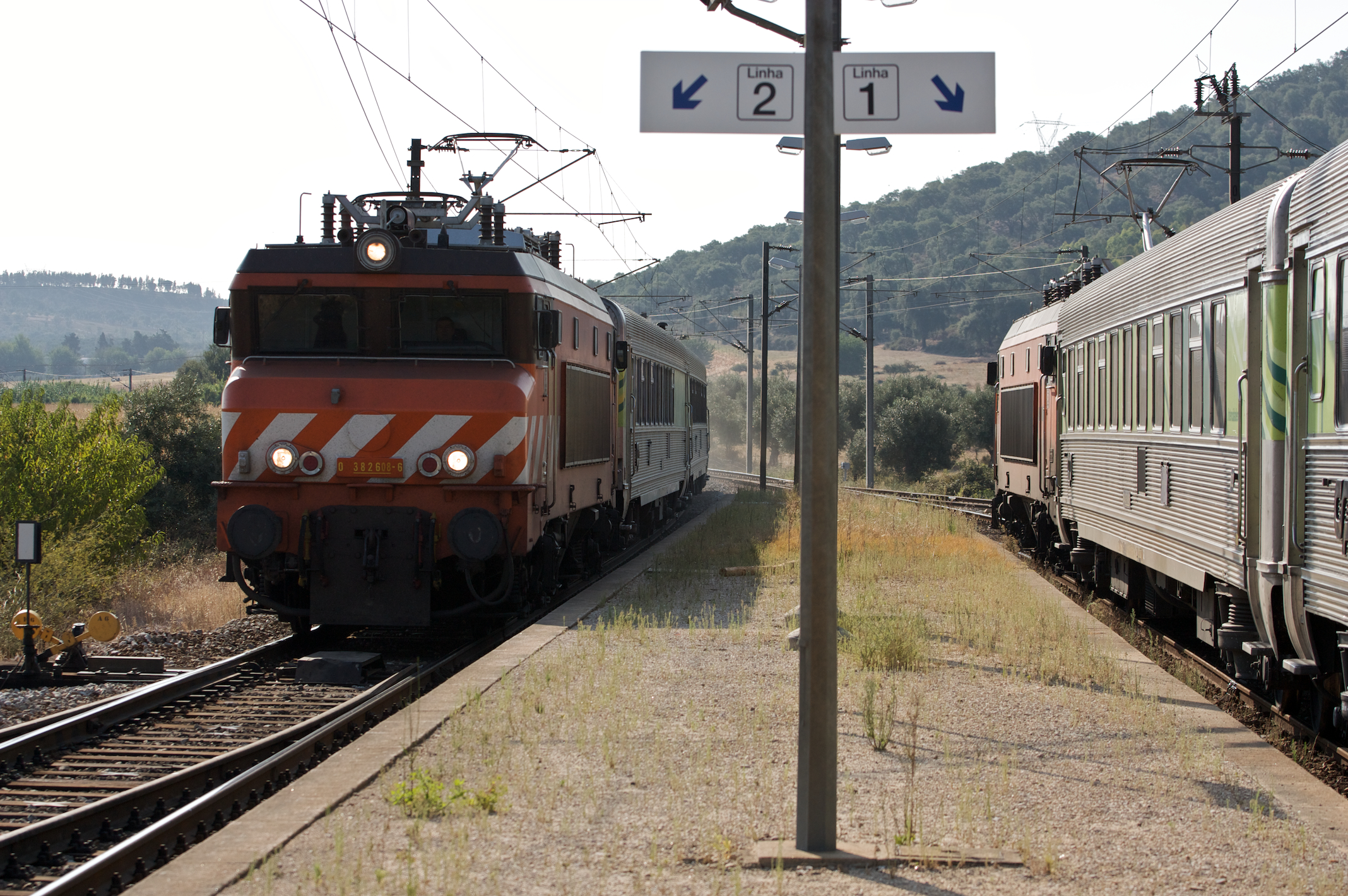
Plataforma de passageiros da Estação de Santa Margarida, em 2009.

Esta estação conta com duas vias de circulação, com 684 e 679 m de comprimento, servidas por plataformas com 455 e 222 m de extensão e 45 a 95 cm de altura; existem ainda três vias secundárias, identificadas como III, IV, e V, com comprimentos de 511, 135, e 525 m, estando destas a primeira eletrificada em toda a sua extensão. O edifício de passageiros situa-se do lado sudoeste da via (lado direito do sentido ascendente, a Guarda).

### Serviços
Em dados de 2023, esta interface é servida por comboios de passageiros da C.P. de tipo regional, com cinco circulações diárias em cada sentido entre Entroncamento e Abrantes ou Covilhã ou Guarda ou Castelo Branco.

## História
Esta interface insere-se no troço entre Santarém e Abrantes, que entrou ao serviço no dia 1 de Julho de 1861, como parte da Linha do Leste.
Desde pelo menos 1979, esta estação é utilizada por várias centenas de militares da oriundos da Academia Militar (Amadora) na sua deslocação anual ao Campo Militar de Santa Margarida, onde acedem a composição fretada para circulações especiais, de ida e volta, com término na estação respetiva.

Entre 2019 e 2022 a tipologia desta estação foi reduzida de C para D.